# Trafikplats Stora Essingen

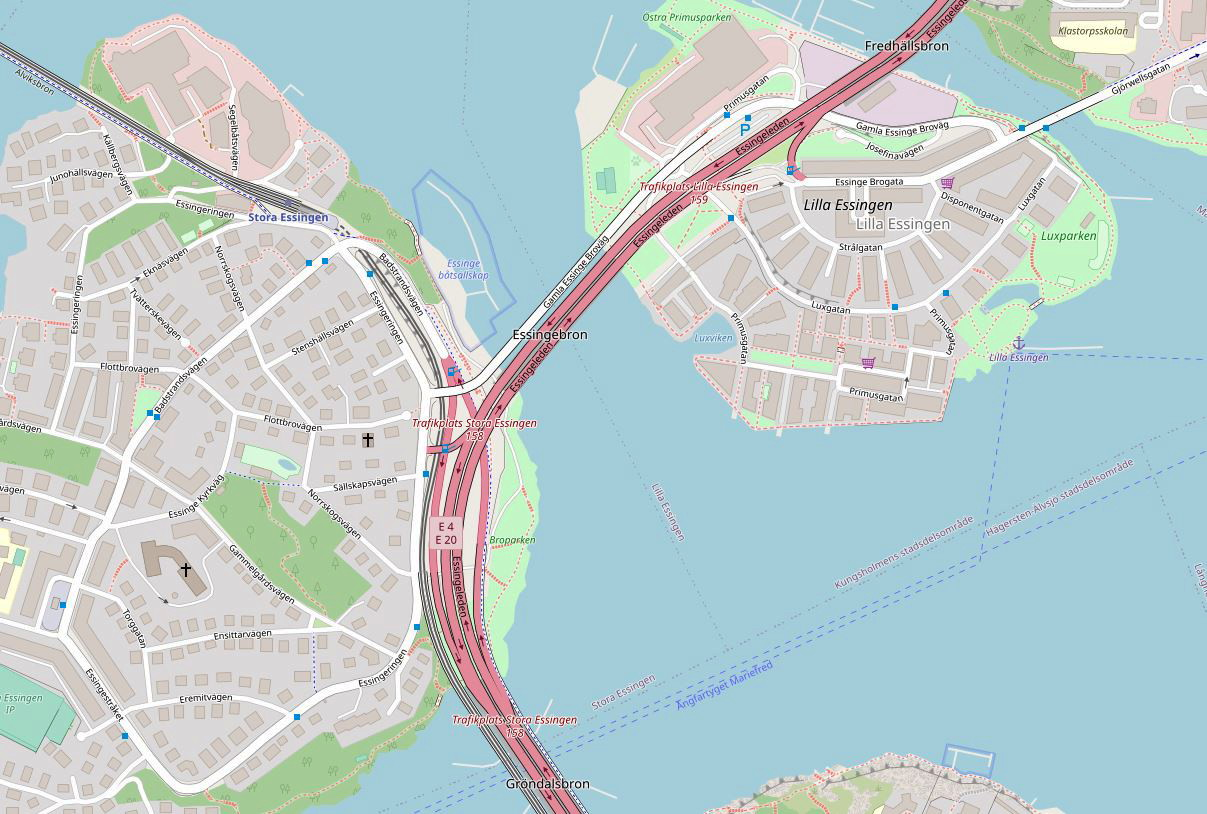
Trafikplatserna Stora och Lilla Essingen.

Trafikplats Stora Essingen, avfartsnummer 158, är en trafikplats på Essingeleden som ligger på Stora Essingen i Stockholm.

## Historik

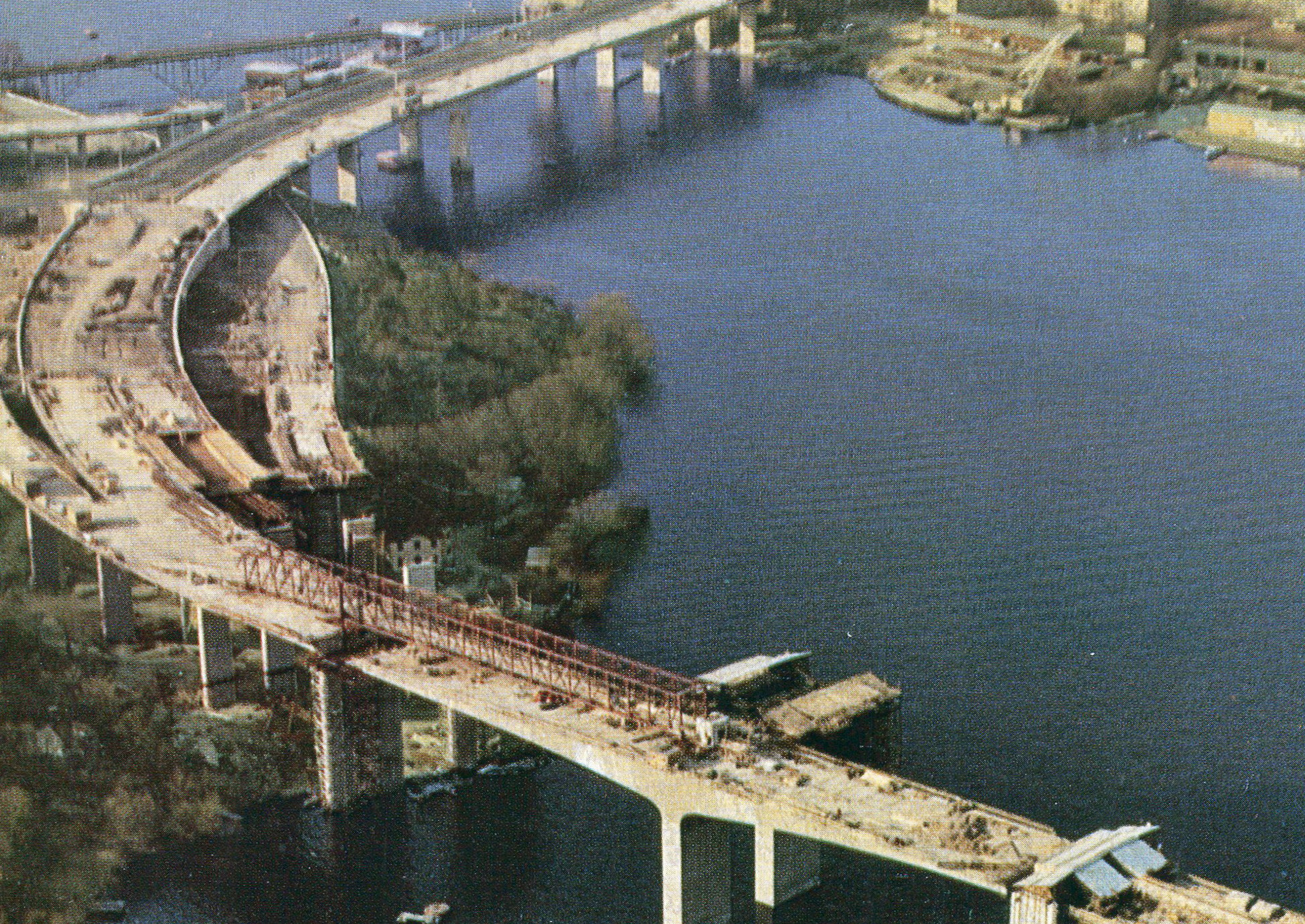
Trafikplatsen under uppförande 1965.

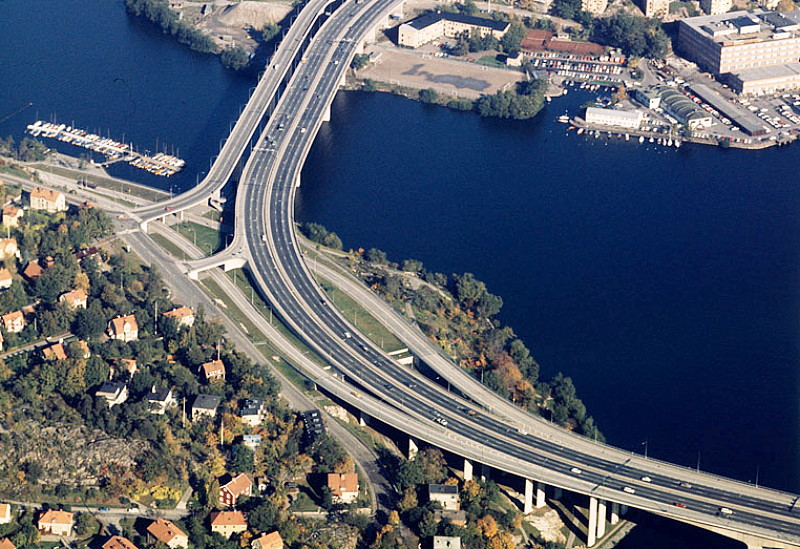
Trafikplats Stora Essingen 1972.

Trafikplats Stora Essingen invigdes den 21 augusti 1966 samtidigt med Essingeleden. Trafikplatsen ligger längst i öster på ön som där tangeras av Essingeleden. Direkt norr om Gröndalsbron är avfarten markerad med vägskylt Essingeöarna. Där vidtar av- och påfartsramperna som via Badstrandsvägen och Essingeringen leder in på öns lokala gatunät. Stora Essingen räknas till Stockholms innerstad därför uttas trängselskatt vid trafikplatsens passage.
Trafikplatsen utformades så att av- och påfartsramperna kunde anslutas till en framtida Brommagren, som dock aldrig byggdes. Idag kvarstår en cirka 200 meter lång gräsbevuxen vägstump. En del av vägreservatet nyttjas sedan år 2000 av Tvärbanan. För att trafikplatsen skulle rymmas på den smala remsan av öns östra del fick Essingeringen dras om och ett stort antal villor rivas.
Trafikplats Stora Essingen består till stor del av brokonstruktioner tillhörande Essingebron respektive Gröndalsbron. Här ligger södra delen av Broparken som dock har sitt namn efter den numera rivna Stora Essingebron. Till trafikplatsen hör även Essingeavfarten som tillåter södergående trafik att svänga in på Stora Essingen. Intill finns
kopplingen till lokalbron (Gamla Essinge broväg) som leder till och från Lilla Essingen. Till den hänvisas trafiken som skall från Stora Essingen till Essingeledens norrgående körfält, alltså: Essingeringen –  Gamla Essingebron – Essinge brogata – Trafikplats Lilla Essingen – påfart till Essingeleden. 
Trafikplatsen, Essingebron, Gröndalsbron, lokalbron och ramper mot Bromma byggdes av "Konsortiet Essingebroarna" med Samuelsson & Bonnier och Widmark & Platzer som entreprenörer. Kommunägda bolaget Gekonsult höll i projektet.

## Bilder

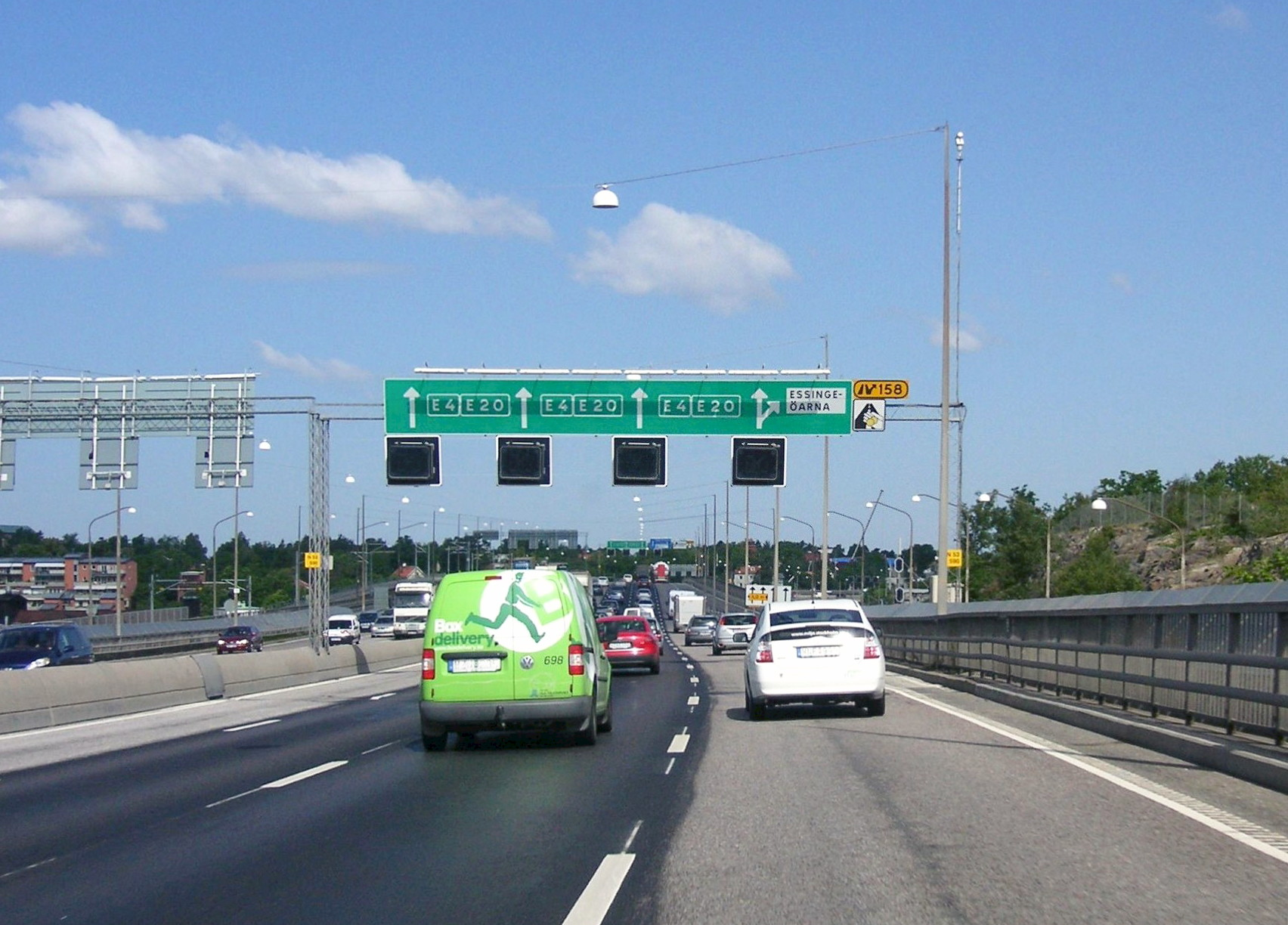
Essingeleden norrut, avfart nr 158.
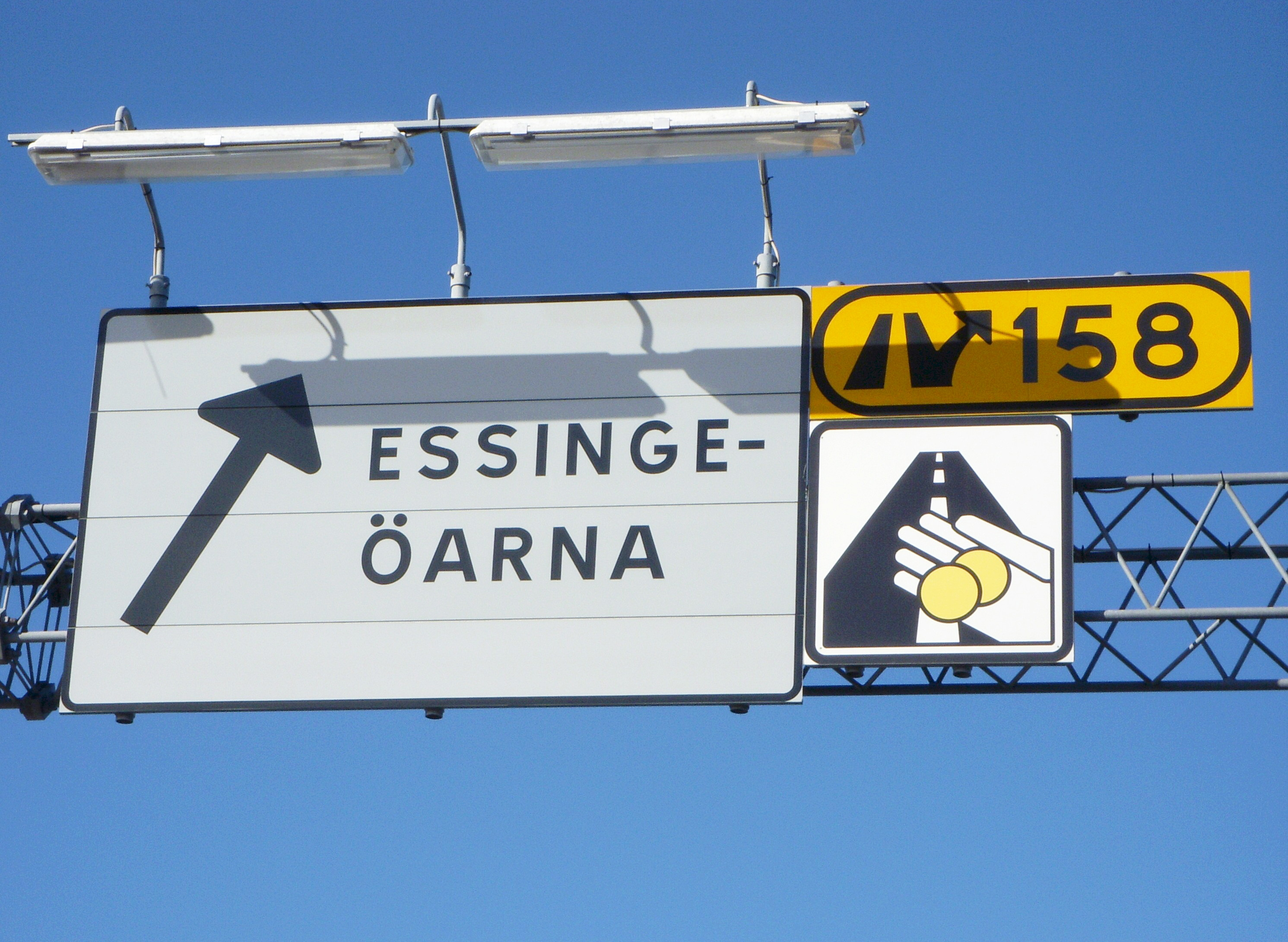
Avfart "Essingeöarna" nr 158 och trängselskattmärket.
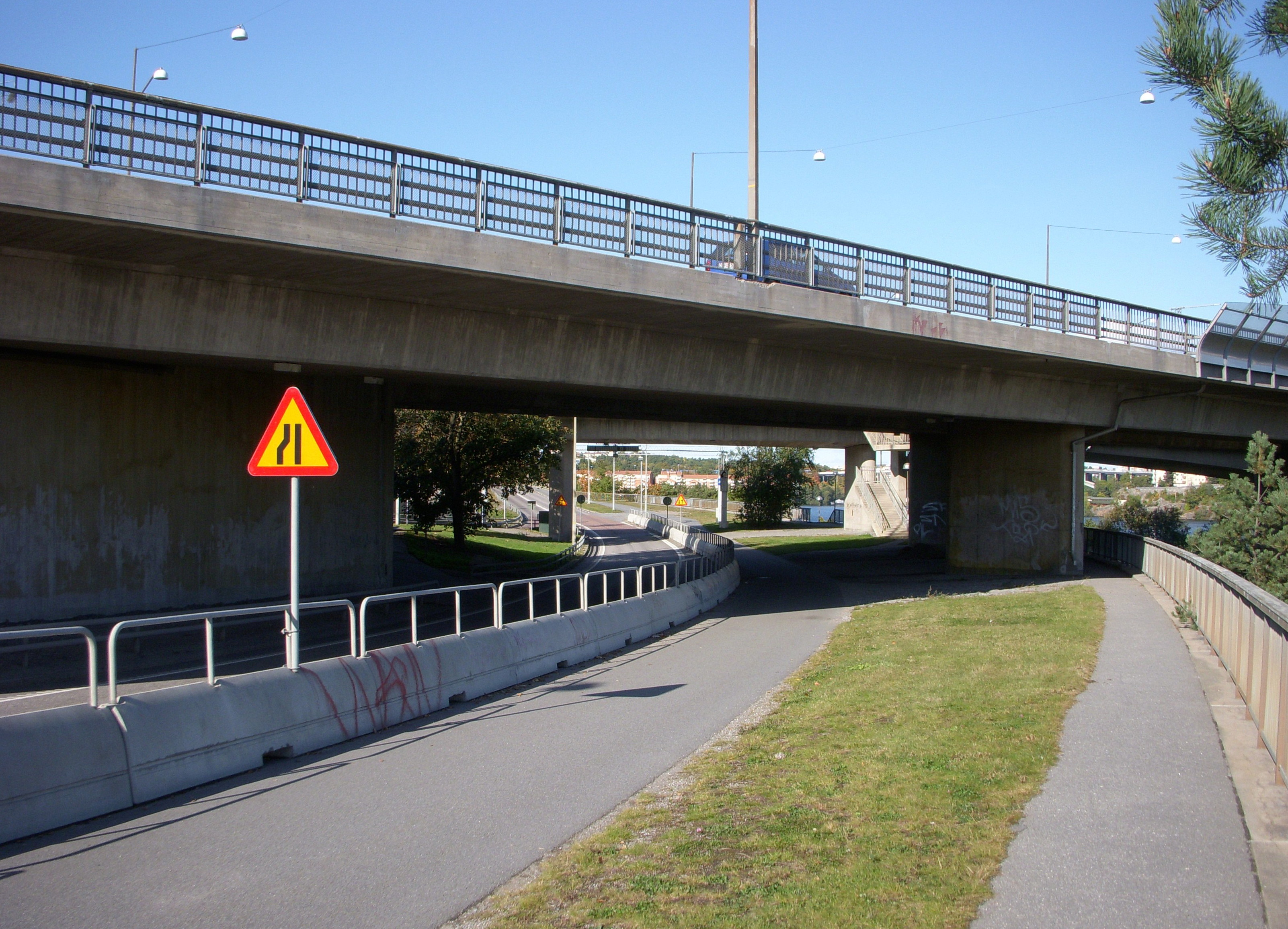
Avfartsrampen, vy norrut.
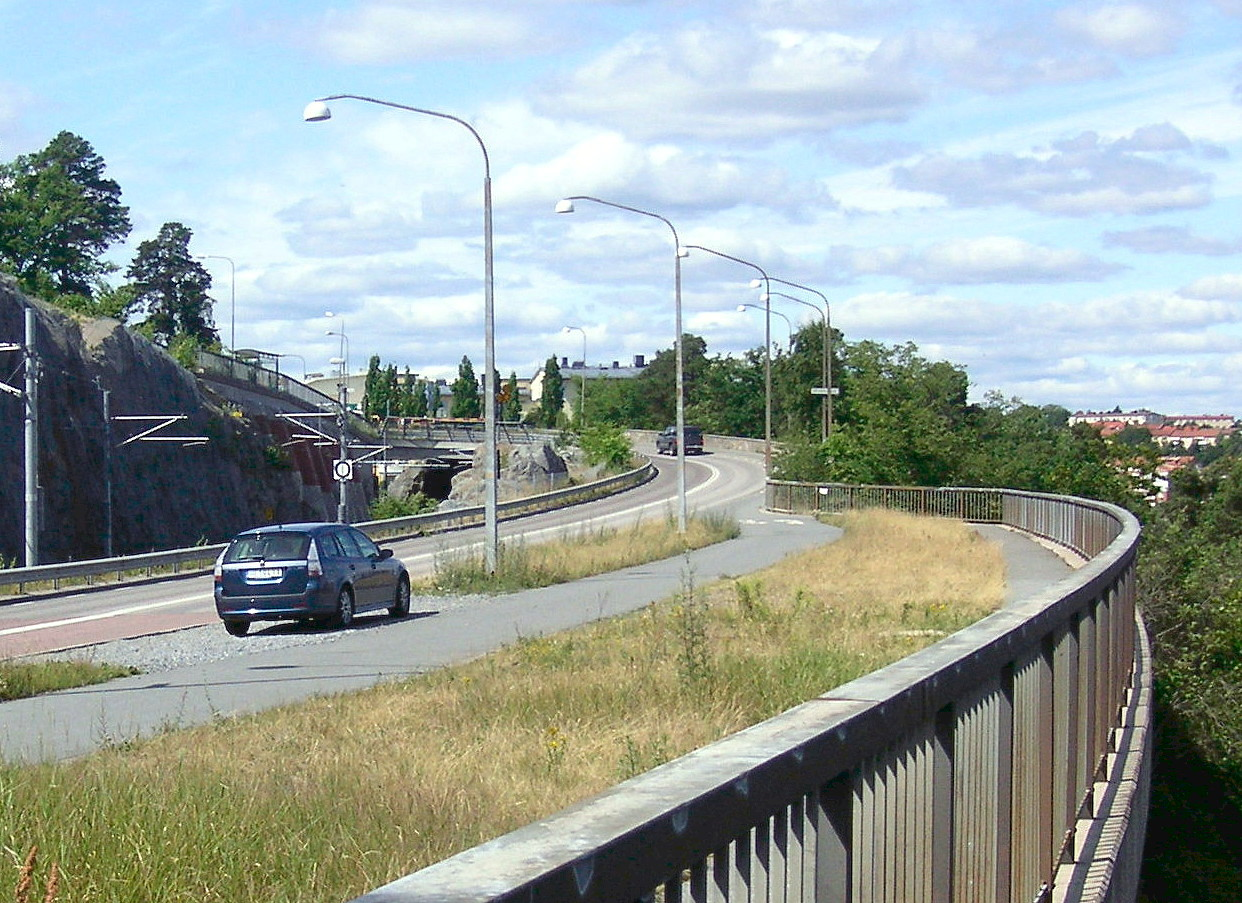
"Brommagrenen", vy norrut.

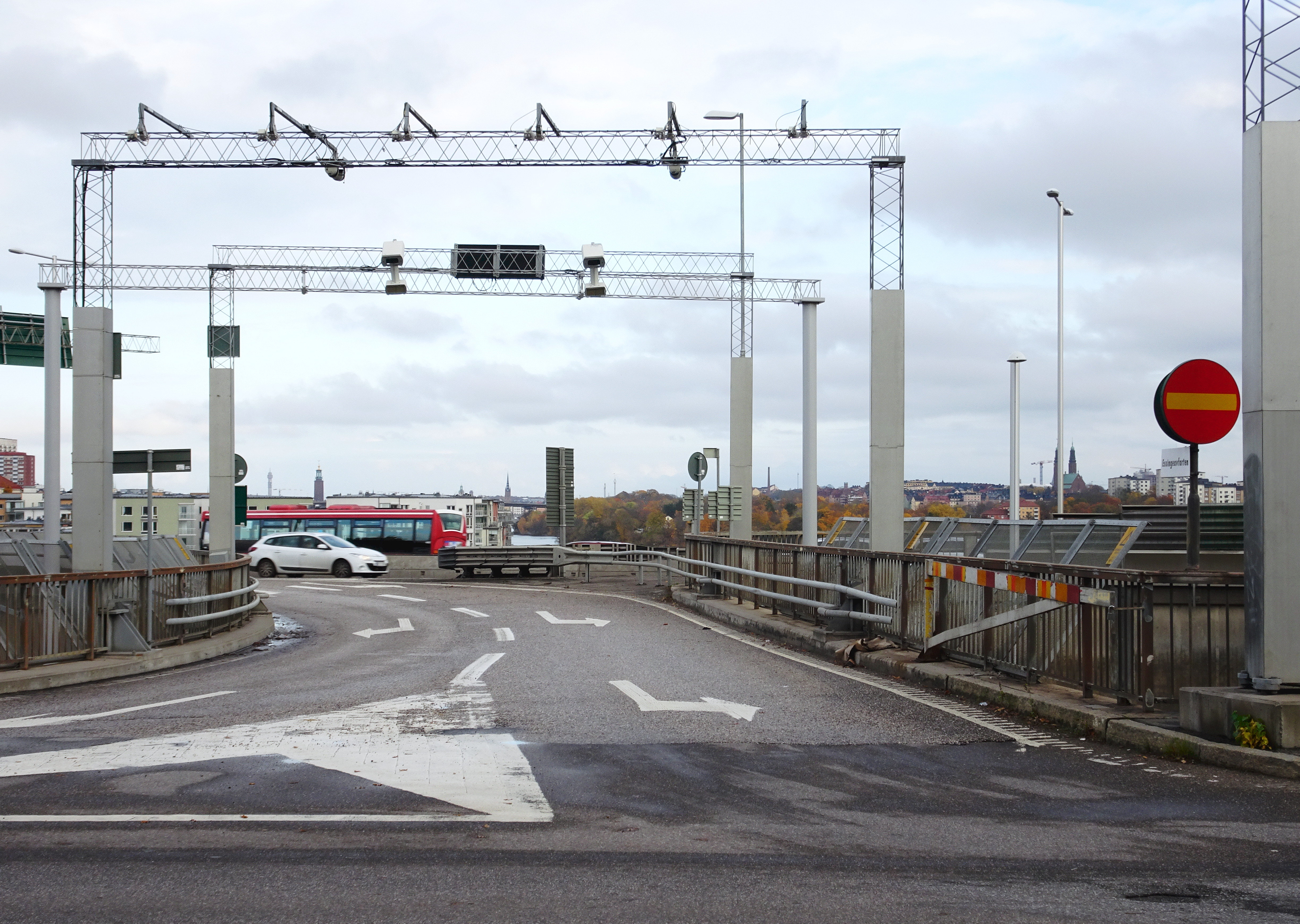
Essingeavfarten för södergående trafik.
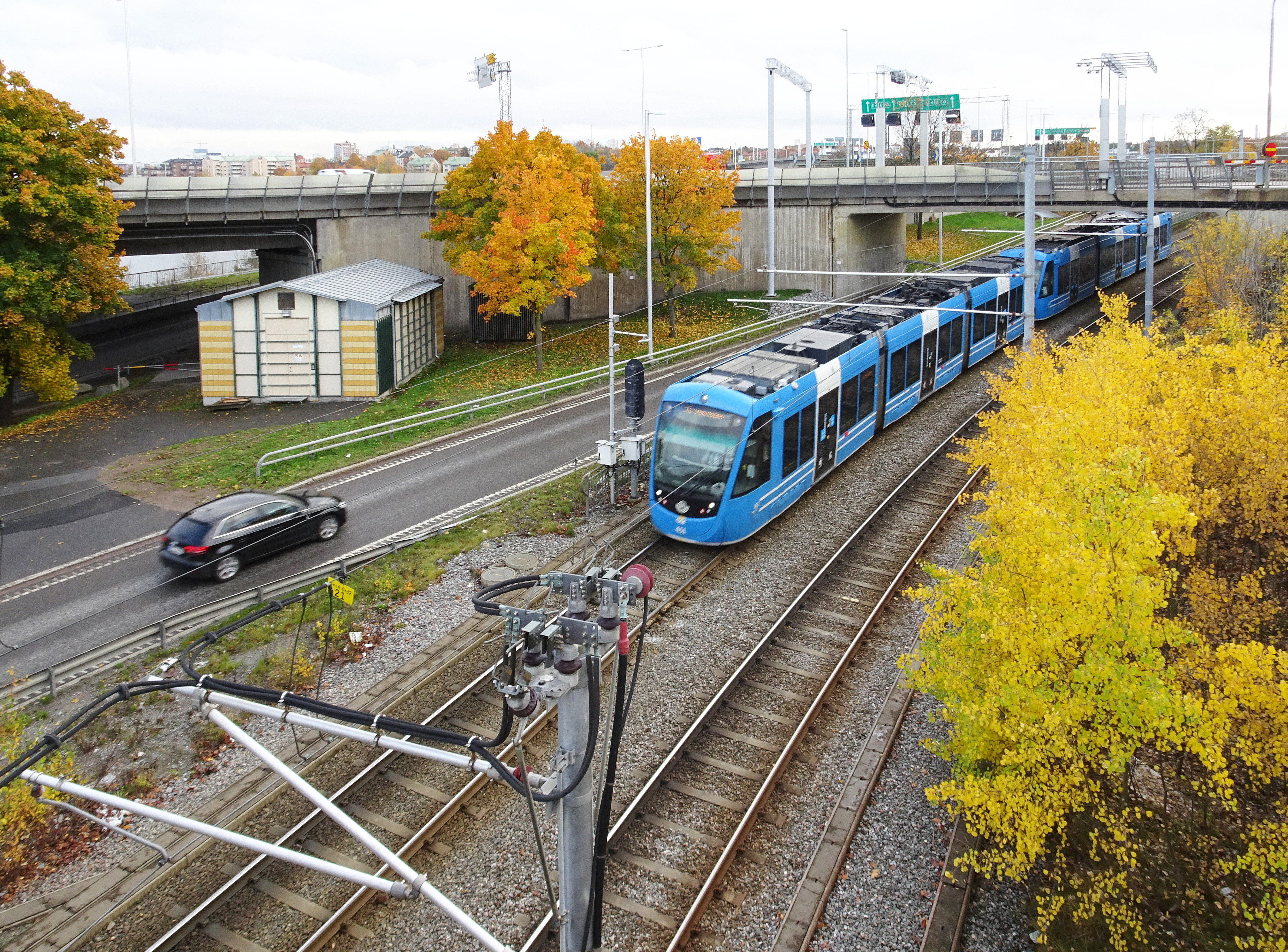
Tvärbanan går genom trafikplatsen.
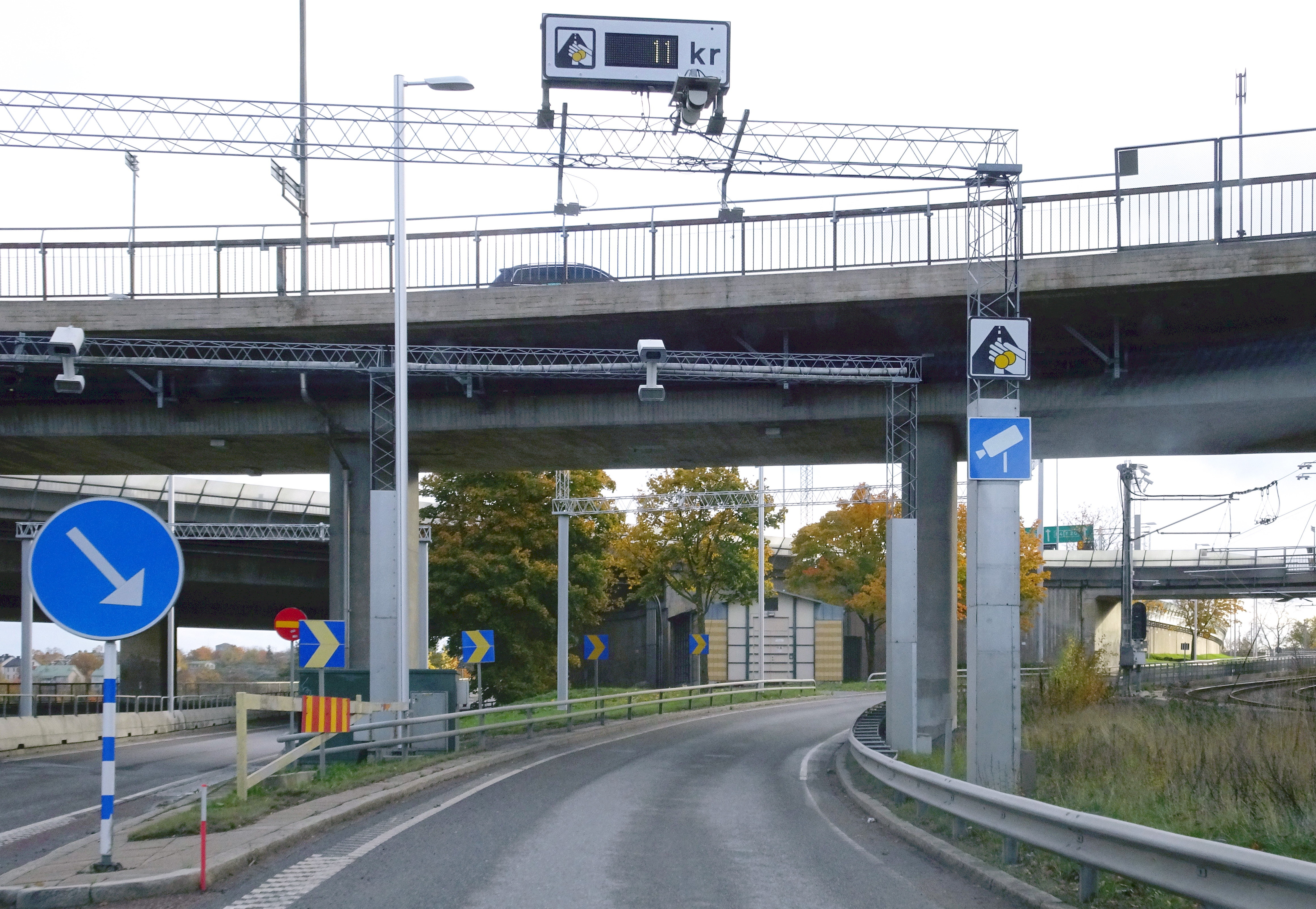
Trängselskattstation och ramp upp till Essingeleden.
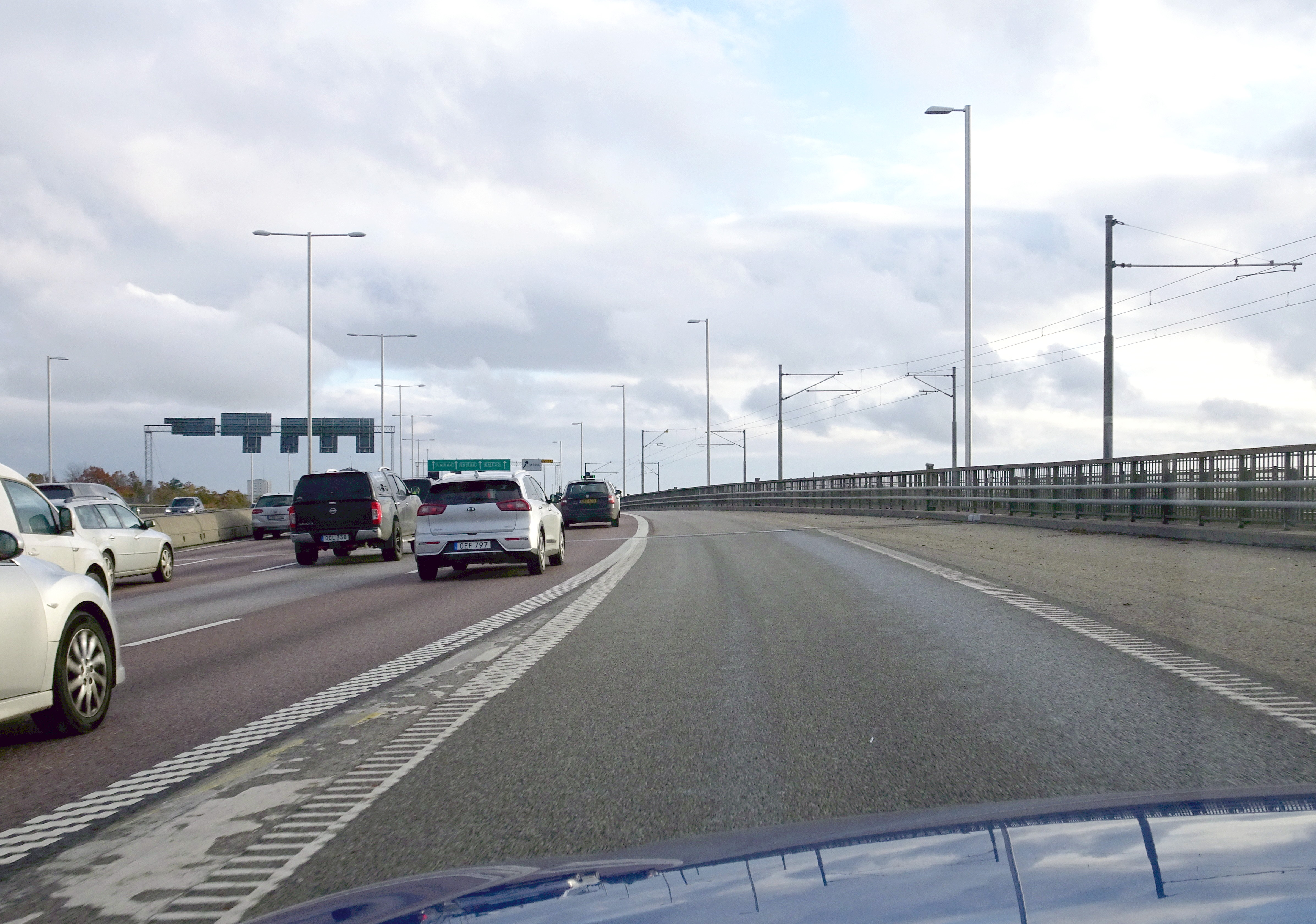
Påfart till Essingeleden söderut.

## Essingeledens övriga trafikplatser
Från söder till norr.
- Trafikplats Nyboda
- Trafikplats Nybohov
- Trafikplats Gröndal

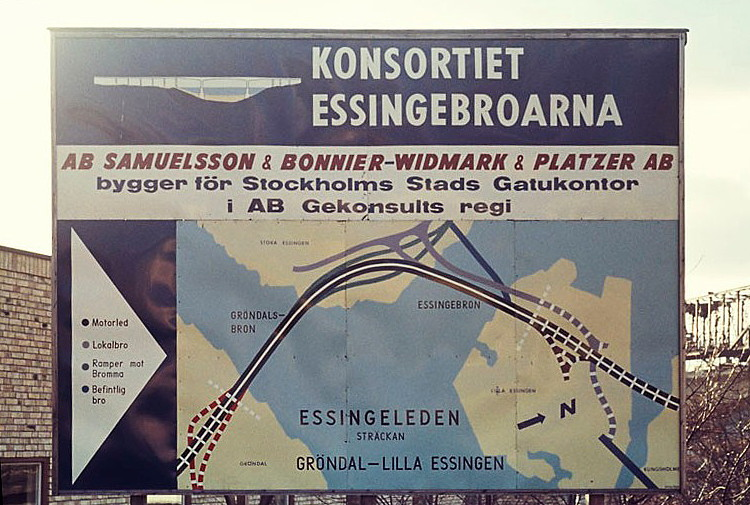
Konsortiet Essingebroarna, byggskylt.

- Trafikplats Lilla Essingen
- Trafikplats Fredhäll
- Trafikplats Kristineberg
- Trafikplats Tomteboda
- Trafikplats Karlberg